# Das Cabinet des Dr. Caligari
Das Cabinet des Dr. Caligari is een stomme film uit 1920 onder regie van Robert Wiene, naar een scenario van Hans Janowitz en Carl Mayer. Het is een van de eerste en invloedrijkste Duitse expressionistische films, door sommigen gezien als de allereerste horrorfilm. De film is ook bekend onder de titel Das Kabinett des Doktor Caligari.

## Verhaal
De film vertelt het verhaal van de uitgerangeerde Doctor Caligari, zijn trouwe slaapwandelaar Cesare en hun verband met een aantal moorden in het Duitse bergdorp Holstenwall. Caligari is een van de eerste films waarin het grootste gedeelte van het verhaal in een flashback verteld wordt.
Verteller Francis en zijn vriend Alan bezoeken een kermis in het dorp waar ze dr. Caligari en Cesare zien, welke de dokter als attractie laat zien. Caligari schept op dat Cesare elke vraag die hem gevraagd wordt kan beantwoorden. Wanneer Alan aan Cesare vraagt hoelang hij te leven heeft, vertelt Cesare hem dat hij 's ochtends dood zal zijn — een voorspelling die uitkomt.
Francis en zijn vriendin Jane onderzoeken Caligari en Cesare, waarna Jane wordt ontvoerd door Cesare. Caligari draagt Cesare op Jane te vermoorden, maar de gehypnotiseerde slaaf weigert vanwege de schoonheid van Jane. Hij neemt haar mee het huis uit, waarna de dorpsbewoners hem langdurig achternazitten. Francis ontdekt dat Caligari het hoofd is van een lokaal gekkenhuis en met de hulp van zijn collega's komt hij erachter dat Caligari geobsedeerd is door het verhaal van een vorige dr. Caligari, die een slaapwandelaar gebruikte om mensen te vermoorden.
Cesare valt tijdens de achtervolging dood neer. De dorpsbewoners ontdekken dat Caligari een pop van Cesare had gemaakt om Francis af te leiden. Nadat hij van de dood van Cesare gehoord heeft, stort Caligari in en biecht hij zijn manie op. Hij wordt opgesloten in het gesticht. Het einde onthult dat Francis' flashback eigenlijk zijn fantasie is: Caligari is zijn dokter in het gesticht die, na deze openbaring van zijn patiënt, zegt dat hij hem kan genezen.
De producenten, die een minder macaber einde wilden, droegen de regisseur op dat alles een fantasie van Francis moest zijn. In het oorspronkelijke verhaal waren Caligari en Cesare echt en daadwerkelijk verantwoordelijk voor een aantal moorden.

## Rolverdeling
| Acteur                   | Personage       |
| ------------------------ | --------------- |
| Werner Krauss            | Doctor Caligari |
| Conrad Veidt             | Cesare          |
| Lil Dagover              | Jane            |
| Friedrich Fehér          | Francis         |
| Hans Heinz v. Twardowski | Alan            |
| Rudolf Lettinger         | Dr. Olsen       |

## Productie
Producent Erich Pommer vroeg als eerste Fritz Lang om de film te regisseren, maar hij werkte op dat moment aan Die Spinnen, dus gaf Pommer de taak aan Robert Wiene.
De film werd opgenomen in december 1919 en januari 1920. De première was in het Marmorhaus in Berlijn op 26 februari 1920.

## Trivia
In 2008 maakte de Venezolaanse kunstenaar Javier Téllez een nieuwe versie van de film met de naam Cagliari and the Sleepwalker
In april 2016 beleefde de in 4K gerestaureerde versie een Nederlandse première ondersteund door een live uitgevoerde soundtrack gespeeld door de Nederlandse band Monomyth op het Imagine Filmfestival van dat jaar.